# Vizgirdas
Vizgirdas ist ein litauischer  männlicher Vorname und Familienname, abgeleitet von viz +  girdėti ('hören'). Die weibliche Form ist Vizgirdė.

## Namensträger
- Vizgirdas Telyčėnas (* 1955),  Jurist, ehemaliger General-Polizeikommissar Litauens